# San Zeno di Montagna
San Zeno di Montagna är en kommun i provinsen Verona i regionen Veneto i Italien. Kommunen hade 1 392 invånare (2018).